# Большая чёрно-красная котинга
Большая чёрно-красная котинга (лат. Phoenicircus nigricollis) — вид птиц семейства котинговых и рода черно-красных котинг.
Обитает в западной части Амазонской низменности, Бразилии, Колумбии, Эквадора и Перу, а также в самом южном приграничном регионе Венесуэлы в штате Амазонас. Естественной средой обитания являются субтропические или тропические влажные низменные леса.
Большая чёрно-красная котинга — своеобразная красная птица с чёрными крыльями и узкой чёрной полоской поперек кончика хвоста.

## Распространение
Большая чёрно-красная котинга обитает в западной части Амазонской низменности на двух различных ареалах: один - на северо-западе Амазонки, другой в центре юго-западного направления.
Амазонка является южной границей северо-западной части ареала; на востоке он ограничен местом слияния рекой Риу-Негру и Амазонки, а затем на их западном берегу и далее, вверх по течению и пересекает самые южные границы Венесуэлы, но продолжается на запад по всей амазонской южной Колумбии и восточном Эквадоре. Из-за соприкосновения ареала он простирается в южном направлении, на крайнем западе юго-западной Амазонской низменности в северном Перу, но снова ограничивается северным берегом нижнего участка реки Укаяли и Мараньон (западная Амазонка).
Вторая часть ареала расположена в центре - юго-западе. Она также аналогичного размера и ограничена на западе восточным берегом реки Мадейра, а на севере - Амазонкой и расширяется по течению реки Тапажос, половине нижнего потока.
Другой вид котинги, малая чёрно-красная котинга распространена в Гвиане и на востоке Амазонской низменности, и , таким образом, она с большой чёрно-красной котингой пересекается только в нижней четверти дренажной системы реки Тапажос и её окрестностей.